# Баллабан, Яков
Яков Баллабан (пол. Jakub Bałłaban, укр. Яків Баллабан 1861, Бережаны — неизвестно) — украинский архитектор.
В 1887 году окончил архитектурный факультет Львовской политехники. В течение 1890—1914 годов работал во Львове. В 1892—1909 годах — член Политехнического общества во Львове. В 1895—1900 годах входил в правление общества. Проектировал в стилях неоренессанса и необарокко. С 1898 до 1901 год вместе со скульптором Людвиком Тировичем руководил фирмой, которая специализировалась на изготовлении скульптур. Мастерские располагались во Львове на улице Пекарской, 95 и на сегодняшний улице Франко, 43. В 1906 году входил в состав жюри конкурса проектов здания Политехнического общества во Львове (1905).
Реализованные проекты во Львове:
- Доходный дом на улице Франко, 98 (1893).
- Сооружения на Галицкой краевой выставке (1894 , совместно с Владимиром Подгородецкий).[4] Руководство сооружением водонапорной башни там же (совместно с Владимиром Подгородецкий, проект Юлиана Захаревича и Михала Лужецкого).[5]
- Доходный дом Дидушицких на улице Лысенко, 17 во Львове (1895, совместно с Владимиром Подгородецким).[6]
- Доходный дом на улице Франко, 43 (1898, скульптурный декор Бронислава Солтиса).
- Доходный дом на проспекте Шевченко, 28 (1898, скульптурный декор Бронислава Солтиса).
- Доходный дом на улице Скальная, 5 (1898).
- Ремонт фасада доминиканского костёла во Львове (1895-1899, совместно с Людвиком Тировичем).[7]
- Руководство реконструкцией интерьеров Скарбекского театра на заказ Леопольда Латинского (1902).[8]